# Batarà carablau
El batarà carablau (Xenornis setifrons) és una espècie d'ocell de la família dels tamnofílids (Thamnophilidae) i única espècie del gènere 	Xenornis.

## Hàbitat i distribució
Viu al sotabosc de la selva humida de les terres baixes de l'est de Panamà i nord-oest de Colòmbia.